# Ostilio Ricci

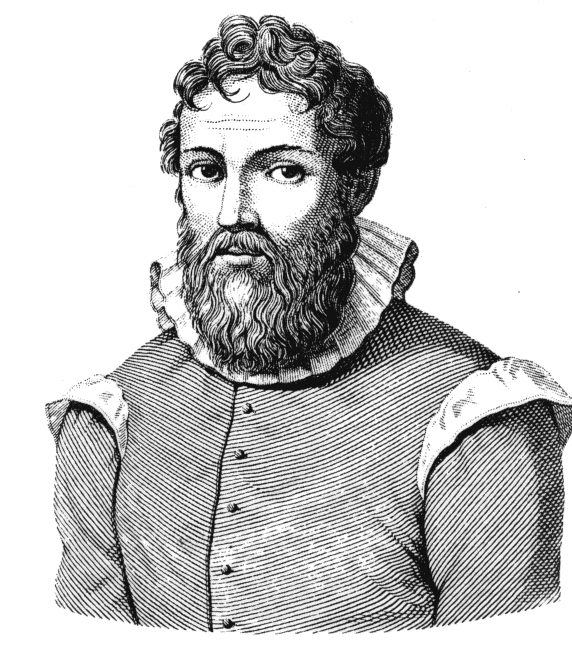
Ostilio Ricci

Ostilio Ricci (* 1540 in Fermo; † 1603 in Florenz) war ein italienischer Mathematiker der Frühen Neuzeit. Er war ein Lehrer von Galileo Galilei und Hof-Mathematiker von Francesco I. de’ Medici.

## Schriften
- Problemi di Geometria Pratica: L’uso dell’Archimetro